# Johann IV. (Mecklenburg)

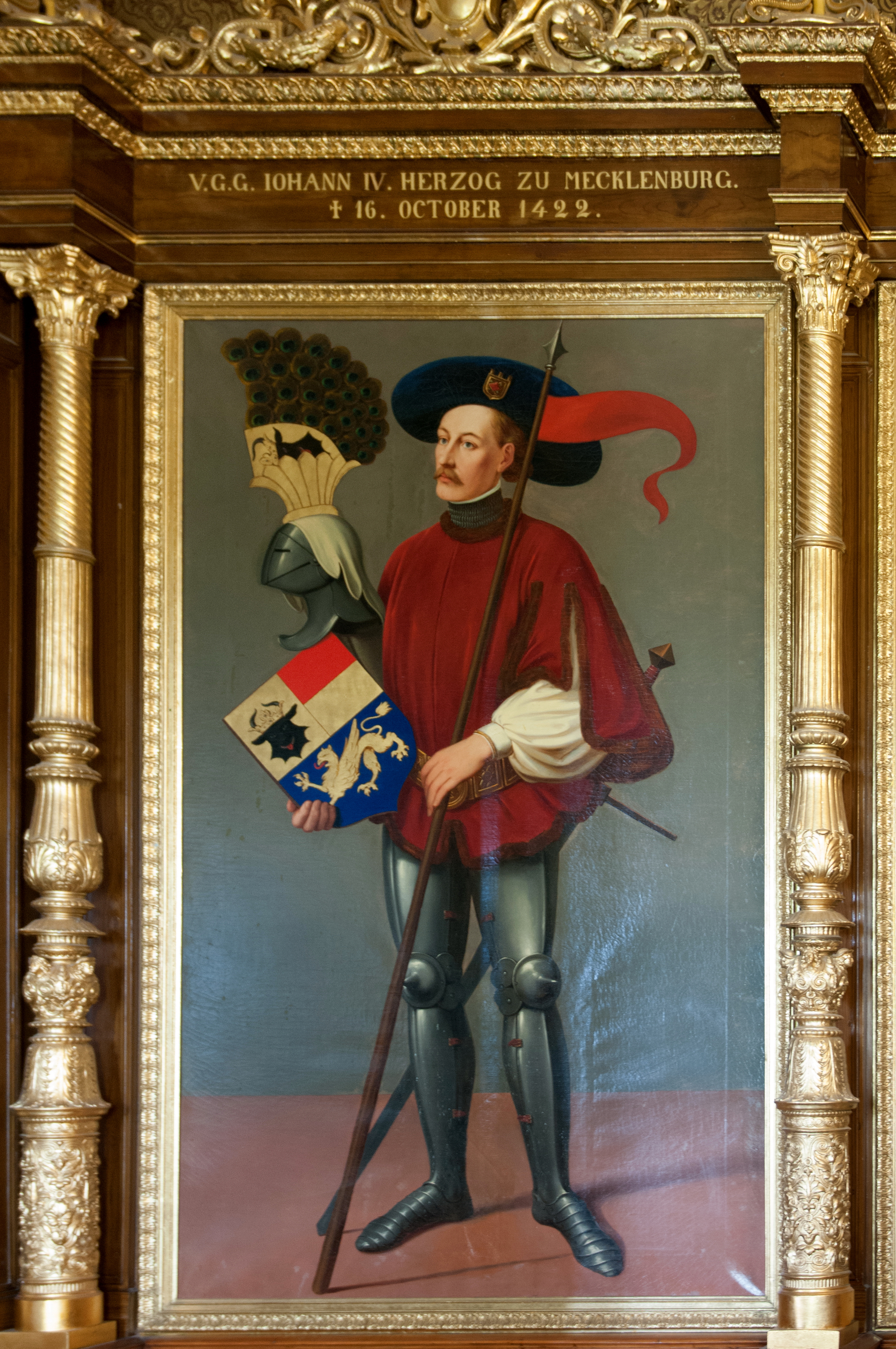
Theodor Fischer, Herzog Johann IV., Ahnengalerie in Schloss Schwerin

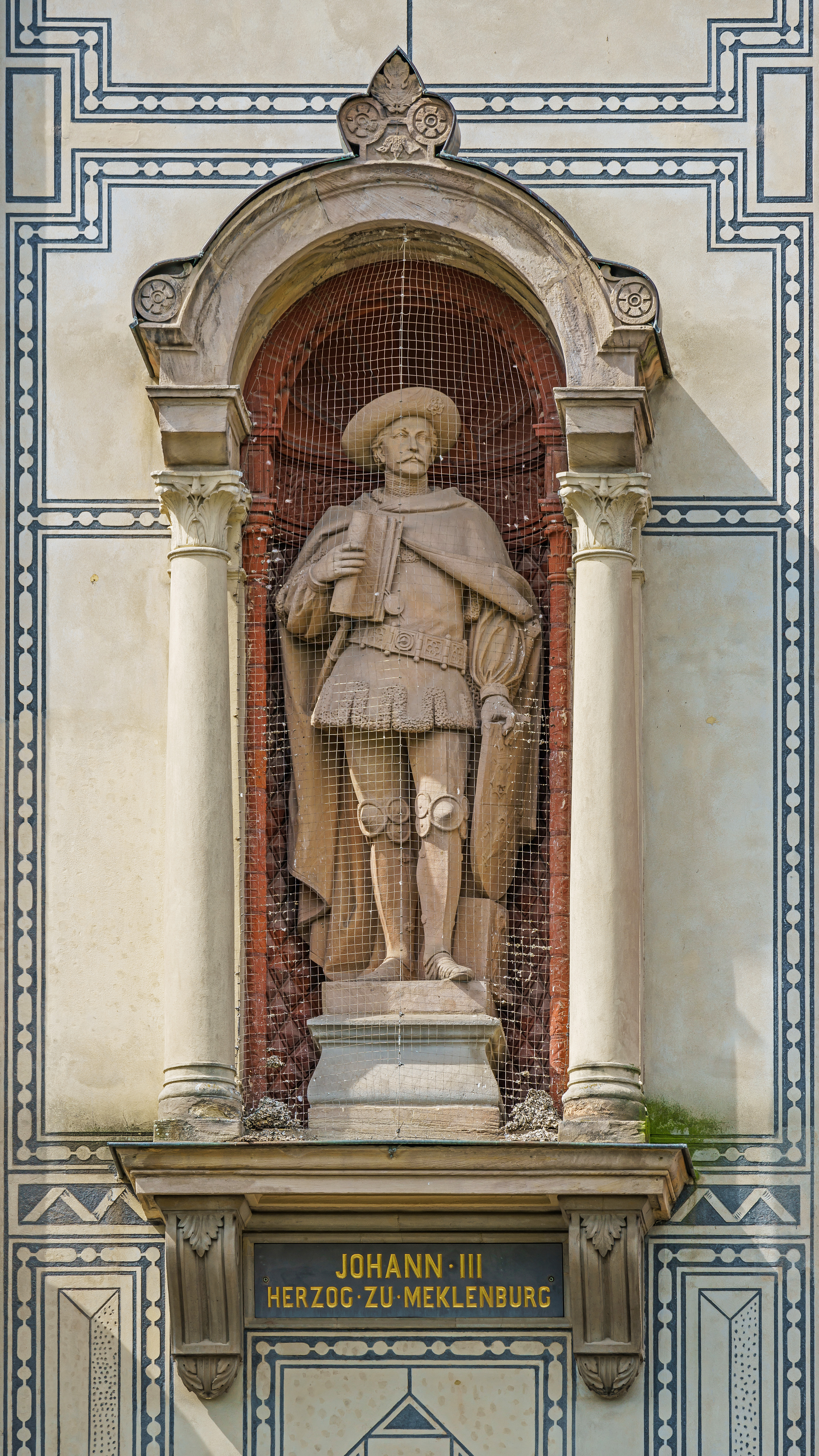
Statue Johann des IV. an der Fassade des Hauptgebäudes der Universität Rostock mit der falschen Inschrift „Johann III.“

Johann IV., Herzog zu Mecklenburg (* ca. 1378; † 16. Oktober 1422 in Schwerin) war von 1384 bis 1422 Herzog zu Mecklenburg. Bis zum Jahr 1395 stand er unter Vormundschaft und von 1396 bis 1422 war er Mitregent seines Onkels Albrecht III., sowie seines Cousins Albrecht V.

## Biografie
Johann IV. war der einzige Sohn des mecklenburgischen Herzogs Magnus I. und dessen Frau Elisabeth, geb. Prinzessin von Pommern-Wolgast.
Nach dem Tod des Vaters im Jahr 1384 stand er zunächst unter Vormundschaft seines Cousins Albrecht IV. und seines Onkels Albrecht III., infolge deren Todes bzw. Gefangenschaft übernahmen aus der Linie Mecklenburg-Stargard Johann I. und dessen Sohn Johann II. zusammen mit etlichen Vertretern der mecklenburgischen Ritterschaft die Vormundschaftsgeschäfte bis zur Freilassung Albrechts III. Ab dem Jahr 1396 regierte Johann mit Albrecht III. bzw. Albrecht V., gemeinsam das Land.
Da Herzog Erich I. im Jahr 1397 auf Gotland an der Pest verstorben war, entsandte Albrecht III. seinen jungen Neffen Johann dorthin, um die mecklenburgischen Herrschaftsansprüche auf die Insel zu wahren. Allerdings erwies sich Johann IV. als zu schwach, um sich gegen die Anführer der Vitalienbrüder durchzusetzen.

„Die Deutschen hatten 900 Schützen; der Anführer hieß Enis, ein Deutscher, Verwandter Albrechts; ein anderer hieß 'Maekingborg', ebenfalls ein Verwandter Albrechts.“

Sehr wahrscheinlich handelte es sich bei „Enis“ um Johann IV., während sich hinter "Maekingborg" möglicherweise sein Cousin Herzog Erich verbirgt. Da sich die Vitalienbrüder jeglicher Kontrolle durch Johann IV. entzogen, sah sich schließlich der Deutsche Orden gezwungen, dem Seeräuberunwesen ein Ende zu bereiten und die Insel einzunehmen.
Nach erfolgter Rückkehr nach Mecklenburg, regierte Johann IV. das Land an der Seite seines Onkels, ohne dabei eigene Impulse zu setzen. Auch nach Albrechts III. Tod gewann die Regierung Johanns IV. nicht an Kontur. Er war eine ausgesprochen schwache Herrscherpersönlichkeit, die mit den Folgen der gescheiterten nordischen Politik überfordert war. Ebenso wenig vermochte Johann IV. führende Mitglieder der mecklenburgischen Ritterschaft landespolitisch einzubinden. Da diesen aber weite Teile des Landes verpfändet waren, beschränkte sich die Regierungsgewalt Johanns faktisch auf einen engen Umkreis um die Residenz Schwerin herum. Der Landfriede konnte so nicht länger aufrechterhalten werden. Das Raub- und Fehdewesen des mecklenburgischen Niederadels nahm in diesen Jahren überhand. Aufgrund der spätmittelalterlichen Agrarkrise und damit verbundenen Einnahmerückgängen war Johann auch nicht imstande, verpfändete Vogteien rasch einzulösen und so die Kontrolle über das gesamte Herzogtum zurückzugewinnen und den Missständen grundlegend abzuhelfen.
Sein bedeutendstes Vermächtnis war ein anderes: Am 13. Februar 1419 gründete er zusammen mit Albrecht V. von Mecklenburg und dem Rat der Hansestadt Rostock die Universität Rostock als erste Universität in Norddeutschland und dem gesamten Ostseeraum.
In erster Ehe war er mit Jutta von Hoya verheiratet, die 1415 starb. Im Jahr 1416 heiratete er Katharina, Tochter des sachsen-lauenburgischen Herzogs Erich IV. Diese war vorher mit Johann VII. von Werle verheiratet gewesen.

## Kinder
- Heinrich IV., der Dicke, Herzog zu Mecklenburg
- Johann V., Herzog zu Mecklenburg